# 笹田珠生
笹田 珠生（ささだ たまお）は、銀行家。2019年より米バンク・オブ・アメリカの日本法人であるBofA証券（旧メリルリンチ日本証券）代表取締役社長。

## 経歴
慶應義塾女子高等学校を経て、1991年慶應義塾大学法学部卒業。大学在学中にメルボルン大学に留学した。1993年にシドニー大学法学部を卒業し、ニューサウスウェールズ州とニューヨーク州で弁護士資格を取得した。同年伊藤忠商事に入社し、法務部でプロジェクトファイナンスに従事した。米国の法律事務所スキャデン・アープス・スレート・マー・アンド・フロム、ミルバンク・ツイードを経て、1998年メリルリンチ日本証券入社。2007年に投資銀行部門マネージングディレクター就任、2016年より投資銀行部門の共同責任者を務めた。2018年に取締役投資銀行部門共同部門長に就任、2019年4月11日に代表取締役社長に就任した。2021年、東京都のTokyo Green Finance Market（仮称）検討委員会委員を務めた。